# Biuro rzeczy znalezionych
Biuro rzeczy znalezionych (ros. Бюро находок) – seria czterech radzieckich krótkometrażowych filmów animowanych z lat 1982-1984 w reżyserii Olga Czurkina i Borisa Akuliniczniewa  na podstawie scenariusza Siergieja Iwanowa. Pierwsze dwie serie powstały w 1982 roku, trzecia – Sroka złodziejka w 1983, a czwarta w 1984 roku. 

## Obsada (głosy)
- Gieorgij Wicyn
- Piotr Wiszniakow
- Kłara Rumianowa
- Wiaczesław Niewinny
- Aleksandr Bielawski
- Zinaida Naryszkina
- Nikołaj Karaczencow